# Dumaguete
Dumaguete è una città componente delle Filippine, capoluogo della Provincia di Negros Oriental, nella Regione di Visayas Centrale.
Dumaguete è formata da 30 baranggay:
- Bagacay
- Bajumpandan
- Balugo
- Banilad
- Bantayan
- Batinguel
- Bunao
- Cadawinonan
- Calindagan
- Camanjac
- Candau-ay
- Cantil-e
- Daro
- Junob
- Looc

- Mangnao-Canal
- Motong
- Piapi
- Poblacion No. 1 (Barangay 1)
- Poblacion No. 2 (Barangay 2)
- Poblacion No. 3 (Barangay 3)
- Poblacion No. 4 (Barangay 4)
- Poblacion No. 5 (Barangay 5)
- Poblacion No. 6 (Barangay 6)
- Poblacion No. 7 (Barangay 7)
- Poblacion No. 8 (Barangay 8)
- Pulantubig
- Tabuctubig
- Taclobo
- Talay